# Dapuqiao
Dapuqiao (chiń. 打浦桥站) – stacja początkowa metra w Szanghaju, na linii 9. Zlokalizowana jest pomiędzy stacjami Jiashan Lu i Madang Lu. Została otwarta 31 grudnia 2009.